# Jambol
Jambol (in bulgaro Ямбол?) è un comune bulgaro situato nel distretto di Jambol di 92 928 abitanti (dati 2009)

## Amministrazione

### Gemellaggi
- Dublino, Irlanda
- Villejuif, Parigi, Francia
- Sieradz, Polonia
- Iževsk, Russia
- Berdjans'k, Ucraina
- Edirne, Turchia